# Bartha Hermina Tollius
Bartha Hermina Tollius (* 21. Mai 1780 in Amsterdam; † 14. Dezember 1847 ebenda) war eine niederländische Malerin und Autorin.

## Leben
Bartha Hermina Tollius wurde am 21. Mai 1780 als Tochter des Philologen, Historikers und Juristen Herman Tollius und seiner zweiten Frau Johanna Schoorn geboren. Sie hatte eine Schwester namens Wilhelmina Fredsrica Louise Tollius. Sie heiratete am 12. Februar 1809 in Osnabrück den Kapitän zur See und Kartografen Roelof Gabriel Bennet (1774–1829).
Erhalten sind von ihr mehrere Porträts, ein Selbstporträt und die ihrer Eltern. Entstanden sind diese vermutlich in der Zeit, in der die Familie in Deutschland im Exil lebte. Ihr Vater war der Lehrer des niederländischen Erbprinzen Wilhelm V. und als dieser 1795 von den Franzosen vertrieben wurde und nach England ging, zog die Familie Tollius nach Osnabrück und später nach Braunschweig. Bartha Hermina Tollius veröffentlichte später ihre Erinnerungen an diese Zeit unter dem Titel Onze Uitlandigheid.
Bartha Hermina Tollius starb am 14. Dezember 1847 in Amsterdam.